# Галенбек
Галенбек (нім. Galenbeck) — громада в Німеччині, розташована в землі Мекленбург-Передня Померанія. Входить до складу району Мекленбургіше-Зенплатте. Складова частина об'єднання громад Фрідланд.
Площа — 93,56 км2. Населення становить 1086 ос. (станом на 31 грудня 2020).